# The Lying Game
The Lying Game est une série télévisée américaine, développée par Charles Pratt Jr., de 30 épisodes de 42 minutes. Elle est diffusée entre le 15 août 2011 et le 12 mars 2013 sur ABC Family et au Canada à partir du 27 mars 2012 sur ABC Spark.
Cette série, inédite dans les pays francophones, est inspirée de la série de romans de même nom de Sara Shepard.
La série passe en Italie sur Rai 2 depuis le 12 janvier 2013 mais a été arrêté après les 6 premiers épisodes de la saison 1 (Audiences) puis reporté au 15 juillet 2014, la suite de la saison 1 et la saison 2 passe jusqu'au 26 août 2014.

## Synopsis
Emma et Sutton sont des sœurs jumelles qui ont été séparées à leur naissance. À la différence d’Emma, Sutton a été adoptée par des parents riches et mène une vie idéale. Les deux adolescentes vont temporairement inverser leur place, mais quand il est le moment de retrouver sa vie, Sutton ne vient pas au rendez-vous et Emma doit alors découvrir ce qui lui est arrivé et la vérité sur leur séparation à leur naissance.

## Distribution

### Acteurs principaux
- Alexandra Chando : Emma Becker / Sutton Mercer
- Allie Gonino : Laurel Mercer
- Andy Buckley : Dr Ted Mercer
- Helen Slater : Kristin Mercer
- Blair Redford : Ethan Whitehorse
- Alice Greczyn : Madeline Margaux Rybak
- Christian Alexander : Thayer Rybak
- Adrian Pasdar : Alec Rybak
- Sharon Pierre-Louis (en) : Nisha Randall (saison 1)
- Kirsten Prout : Charlotte Chamberlain (saison 1)
- Ryan Rottman : Jordan Lyle (saison 2)
- Charisma Carpenter : Ann Rebecca « Annie » Sewell (saison 2 - récurrente saison 1)

### Acteurs récurrents
- Ben Elliott : Derek Rogers (saison 1)
- Randy Wayne (en) : Justin Miller
- Tyler Christopher : Dan Whitehorse
- Rick Malambri : Eduardo Diaz
- Sydney Barrosse : Phyllis Chamberlain
- Kenneth Miller : Travis Boyle
- Stacy Edwards : Annie Hobbs
- Misha Crosby (en) : Ryan Harwell
- Adam Brooks : Baz

## Épisodes

### Première saison (2011-2012)
1. Le Premier Mensonge (Pilot)
2. Dans la Peau d'une Autre (Being Sutton)
3. Briser les Codes (Double Dibs)
4. La Clé des Songes (Twinsense and Sensibility)
5. Trahisons (Over Exposed)
6. Les Cœurs Brisés (Bad Boys Break Hearts)
7. Confusion d'Identité (Escape from Sutton Island)
8. Invité Indésirable (Never Have I Ever)
9. Cartes sur Table (Sex, Lies and Hard Knocks High)
10. Face à Face (East of Emma)
11. Eaux Troubles (O Twin, Where Art Thou?)
12. Cauchemar (When We Dead Awaken)
13. Retour de Flamme (Pleased to Meet Me)
14. Fuis-Moi, Je te Suis (Black and White and Green All Over)
15. Au Pied du Mur (Dead Man Talking)
16. Témoin Capital (Reservation for Two)
17. Dérapages (No Country for Young Love)
18. Situation de Crise (Not Guilty as Charged)
19. Le Temps d'un Week-End (Weekend of Living Dangerously)
20. Pour le Meilleur et Pour le Pire (Unholy Matrimony)

### Deuxième saison (2013)
Le 24 avril 2012, ABC Family a renouvelé la série pour une deuxième saison diffusée depuis le 8 janvier 2013.
1. Manigances, Mode d'Emploi (The Revengers)
2. Les Liaisons Dangereuses (Cheat, Play, Love)
3. Jeu, Set et Match (Advantage Sutton)
4. Menteur, Menteuse (A Kiss Before Lying)
5. Révélations (Much Ado About Everything)
6. Travail d'Equipe (Catch Her In The Lie)
7. Le Cœur A ses Raisons (Regrets Only)
8. Recherche Fiancée Désespérément (Bride and Go Seek)
9. L'Heure des Vérités (The Grave Truth)
10. Affaires de Famille (To Lie For)

## Commentaires
- Cette série fait partie des pilotes de la saison 2011 sélectionnés par la chaîne ABC Family, à l'instar de The Nine Lives of Chloe King, Georgia dans tous ses états et Switched (Switched at Birth).

- Le 15 juillet 2013, ABC Family a annulé la série[3].